# James Drummond, III conte di Perth
Lord James Drummond, III conte di Perth (1615 – 2 giugno 1675), è stato un nobile scozzese.

## Biografia
Era il figlio di John Drummond, II conte di Perth, e di sua moglie, lady Jean Ker.

## Matrimonio
Sposò, il 6 novembre 1639, Lady Anne Gordon (?-9 gennaio 1656), figlia di George Gordon, II marchese di Huntly e di sua moglie, Lady Anne Campbell. Ebbero tre figli:
- Lady Anne Drummond, sposò John Hay, XII conte di Erroll, ebbero tre figli;
- James Drummond, I duca di Perth  (1648 - 11 maggio 1716)
- John Drummond, I conte di Melfort (8 agosto 1650-25 gennaio 1714).

## Morte
Morì il 2 giugno 1675.